# Valentin Rost
Valentin Christian Friedrich Rost, född 1790 i Friedrichroda, död 1862 i Gotha, var en tysk filolog. 
Rost, som var geheimeöverskolråd, var 1841–59 rektor för gymnasiet i Gotha och sedan 1842 meddirektör för Lebensversicherungsbank i Gotha, Tysklands äldsta och största livförsäkringsbolag, i vars stiftande (1827) han tagit verksamt del. En hög grad av beläsenhet, klarhet och precision är utmärkande för hans arbeten på den grekiska språklärans och lexikografins fält. Här kan nämnas Griechische Grammatik (1816), Deutsch-griechisches Wörterbuch (1818) och Griechisch-deutsches Wörterbuch (1823), som utgick i många upplagor. 